# Ismaïl Succariyé
Ismaïl Succariyé (né en 1951) est un homme politique libanais.

## Biographie
Médecin et universitaire de renom, diplômé de l'université américaine de Beyrouth, de Kings College à Londres et de l'université Columbia à New York, il devient entre 1992 et 1994, vice-président de l'ordre des médecins au Liban.
En 1996, il est élu député sunnite de Baalbeck-Hermel. Indépendant, il reste proche des forces prosyriennes. Il perd son siège en 2000 et le regagne en 2005, comme membre du bloc de la fidélité à la Résistance, celui du Hezbollah.
Il est réputé pour ses positions radicales contre la corruption dans le domaine de la santé et du secteur pharmaceutique au Liban.